# Артем Мартинович
Артем Мартинович (Борсук) (? — після 1672) — український військовий діяч доби Гетьманщини. Генеральний осавул (1666-1667), ніжинський полковник (1667-1668).

## Життєпис
Походив із середовища козацької голоти. Прибічник і «великий приятель» Івана Брюховецького. Ймовірно, потоваришував з майбутнім гетьманом, коли той був кошовим отаманом Запорізької Січі.
До 1666 року був запорозьким полковником. У липні 1666 року призначений генеральним осавулом в уряді Ів. Брюховецького. У липні-серпні разом з гадяцьким полковником С. Остренком очолював гетьманське військо, що придушувало повстання козаків Переяславського полку. У жовтні воював з татарськими чамбулами на територіях Ніжинського та Прилуцького полків.
Від січня 1667 року — на посаді ніжинського полковника. Вів бої за Золотоношу проти татар і козаків П. Дорошенка.
Московському воєводі Ів. Ржевському на скаргу, що українські селяни масово покозачилися, відповів, що «люди в Малоросійських городах вільні, вільно мужикам писатися у козаки».
У січні 1668 року брав участь у старшинській раді в Гадячі, на якій підтримав рішення вийти з московського підданства. У лютому-червні на чолі сімох сотень Ніжинського полку невдало облягав у ніжинському замку московську залогу. Був поранений під час одного зі штурмів. У липні 1668 року відступив на Правобережжя разом із гетьманом П. Дорошенком.
У 1672 році був носівським сотником Ніжинського полку. Підписався під Конотопськими статтями. Подальша доля невідома.

## Родина
Син Марко Артемович — чернігівський полковий суддя (1667-1671). У 1664 році їздив послом Ів. Брюховецького до Москви.